# Дені Перез
Дені Перез (фр. Denis Perez; народився 25 квітня 1965 у м. Кан, Франція) — французький хокеїст, тренер.
Виступав за «Кан», «Франсе Волянт», «Руан», «Адлер Мангайм», «Англет», «Ам'єн».
У складі національної збірної Франції провів 133 матчі; учасник зимових Олімпійських ігор 1988, 1992, 1994 1998 і 2002, учасник чемпіонатів світу 1987 (група B), 1990 (група B), 1991 (група B), 1992, 1993, 1994, 1995, 1996, 1997, 1998, 1999, 2000 і 2001 (дивізіон I). 
Чемпіон Франції (1989, 1990, 1992, 1993, 1994, 2004).Чемпіон Німеччини (1999).
Після завершення ігрової кар'єри працював головним тренером ХК «Ам'єн» (2005—2008).